# Жълта тинтява
Жълтата тинтява (Gentiana lutea) е вид многогодишно тревисто растение от род Тинтява. Стъблата достигат до 1 m височина. Неразклонени са, прави и гладки, със срещуположни, яйцевидно-елипсовидни, сдиплени по дъговидните жилки листа. На цвят те са сиво-зелени от восъчния налеп по тях. Най-долните листа имат дръжки и тръбовидни влагалища, средните са по-малки, а най-горните са най-дребни и са напълно приседнали.

## Употреба
Прилага се при безапетитие, лошо храносмилане, колики, запек, отпадналост след тежко боледуване, анемия, жълтеница, пясък в бъбреците, глистни заболявания. От някои народи се използва при ревматизъм, подагра и малария.

## Растеж и опазване
Цветовете са събрани в пазвени прешленовидни съцветия. Златистожълтите венчета имат къса тръбица и дълги линейни 5 дяла. В средата се открояват 5 тичинки с дълги дръжки и сраснали прашници. Цъфти през юли и август. Находищата и на тази лечебна тинтява поради безогледното ѝ събиране силно са обеднели. Напоследък се наблюдава обилен цъфтеж в района на Резньовете и Скопарника — резултат от охраняването на тези райони в Народния парк „Витоша“ и нарастващата екологична култура на туристите.